# Bol d'Air creusois
Bol d'Air creusois, appelée aussi Trophée Sodime, est une ancienne course cycliste française, organisée entre 1990 et 1998 dans le département de la Creuse en Limousin.  
Les éditions de 1990, 1991 et 1993 furent réservées aux amateurs et celle de 1992 était Open.  

## Palmarès
| Année | Vainqueur           | Deuxième            | Troisième          |
| ----- | ------------------- | ------------------- | ------------------ |
| 1990  | Jean-Philippe Dojwa |                     |                    |
| 1991  | Thomas Bay          |                     |                    |
| 1992  | Thierry Marie       | Jean-Philippe Dojwa | Jacky Durand       |
| 1993  | Olivier Ouvrard     |                     |                    |
| 1994  | Lars Michaelsen     | Hervé Arsac         | Jérôme Chiotti     |
| 1995  | Patrice Halgand     | Olivier Perraudeau  | Stéphane Cueff     |
| 1996  | Pascal Chanteur     | Paul Van Hyfte      | Thierry Marichal   |
| 1997  | Dominique Rault     | David Lefèvre       | Frédéric Pontier   |
| 1998  | Jérôme Bernard      | David Delrieu       | Christophe Bassons |